# Chiesa di San Bartolomeo (Ferrara)
La chiesa di San Bartolomeo, anche detta chiesa di San Bartolo, si trova nel Borgo della Misericordia ad Aguscello a breve distanza da uno dei tanti antichi rami del fiume Po. L'antico complesso monacale, fu uno dei monasteri più antichi ed importanti della zona.

## Storia

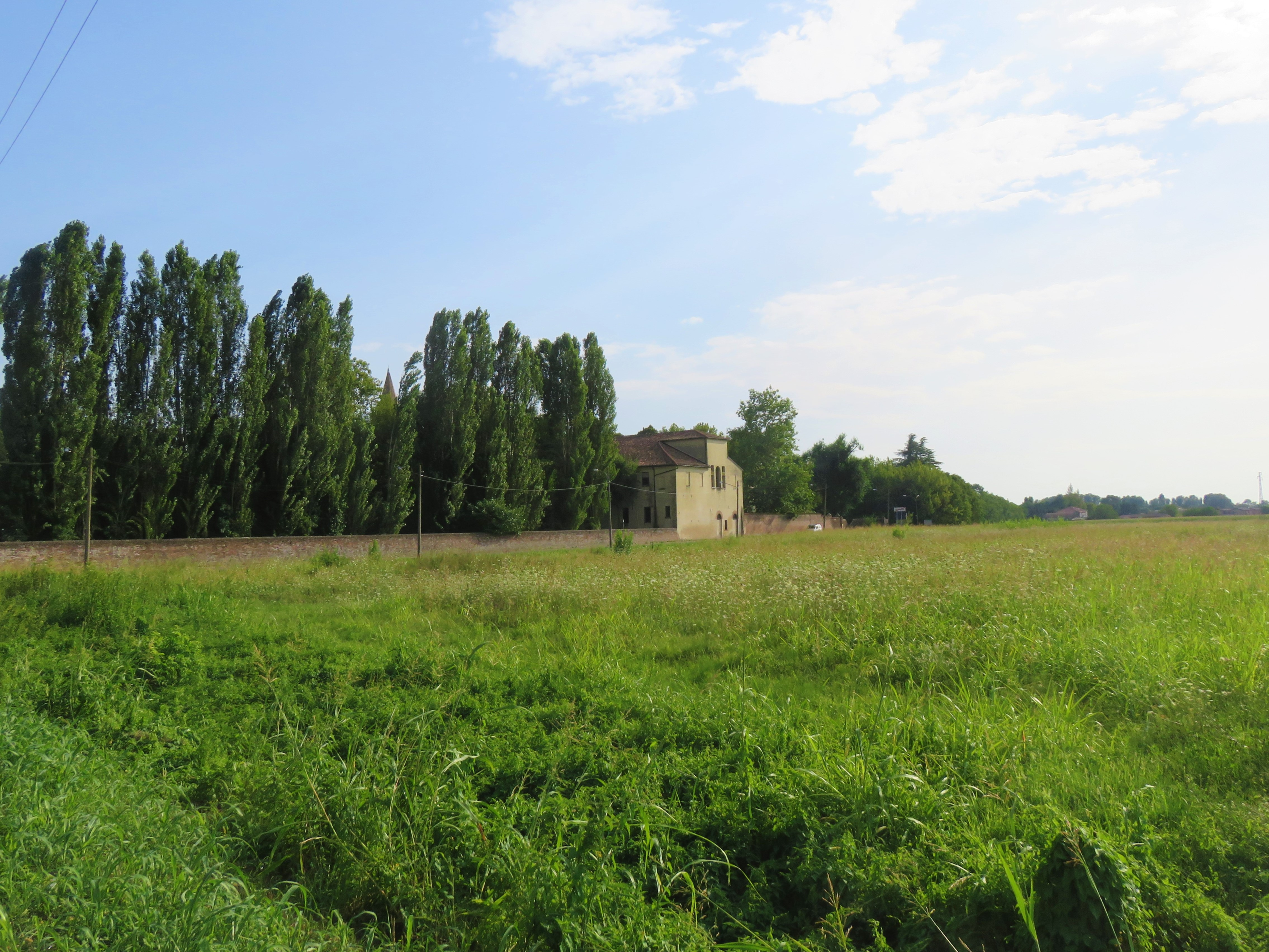
Complesso di San Bartolomeo come appare nella pianura attorno a Ferrara

Secondo una tradizione tramandataci nel seicento da Antonio Libanori, il monastero venne fondato per il volere della contessa Ada o Latta, moglie di Ottone I d'Este, che darà origine alla signoria Este, proprio nel giorno di san Bartolomeo che in quello stesso luogo, divenuto struttura sanitaria, ricevette suo figlio Marino riuscito a scampare all'incendio di Comacchio nell'853. Sabino Gruamonti, Ursone Giocoli e Ursone Leuti nel 869, con altri religiosi di famiglie nobili ferraresi e canonici della basilica di San Giorgio fuori le mura, con le loro sostanze permisero di edificare il complesso abbaziale di San Bartolo. La chiesa e il convento sono in seguito divenute di proprietà dell'AUSL di Ferrara.

## Descrizione

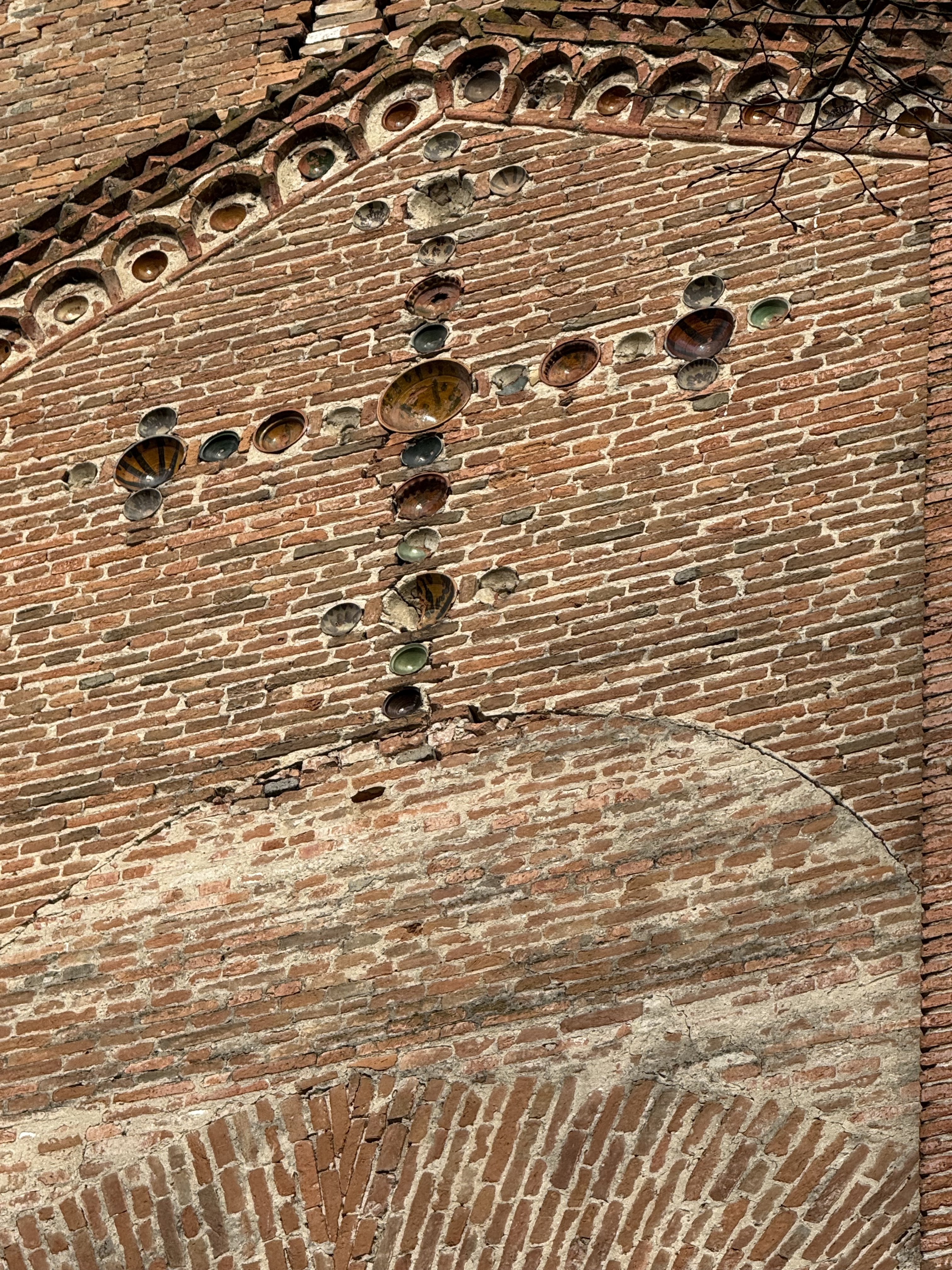
Croce con bacini di ceramica, Facciata

All'interno della chiesa erano conservati affreschi datati tra il 1260 e il 1294 attribuiti al Maestro di San Bartolo. Sono stati staccati e restaurati negli anni settanta del Novecento e sono conservati e visibili nella Pinacoteca Nazionale a Ferrara. Negli affreschi che ripropongono schemi iconografici, iconologici e decorativi bizantini sono raffigurati l'Ascensione, il Collegio apostolico e storie di San Bartolomeo, gli Evangelisti e un ciclo pervenuto incompleto con allegorie dei Mesi. Quest'ultimo è conservato nei depositi della Pinacoteca Nazionale.